# 나는, 인어공주
《나는, 인어공주》(러시아어: Русалка, Rusalka, The Mermaid)는 러시아에서 제작된 안나 멜리키안 감독의 2007년 코미디, 드라마, 판타지 영화이다. 마리야 샬라에바 등이 주연으로 출연하였고 루벤 디쉬디쉬안 등이 제작에 참여하였다. 러시아에서 박스 오피스 성공을 거두었으며 2009 아카데미상의 외국어 부문에 입품되었다.

## 출연

### 주연
- 마리야 샬라에바
- 예브게니 치가노프
- 마리야 소코바
- 아나스타샤 돈초바

### 조연
- 이고르 사보치킨
- 마크심 코노발로브
- 아르투르 스몰랴니노프
- 블라디미르 쿠체렌코
- 안톤 예스킨
- 이고르 야츠코